# Steinkiste von Bostället

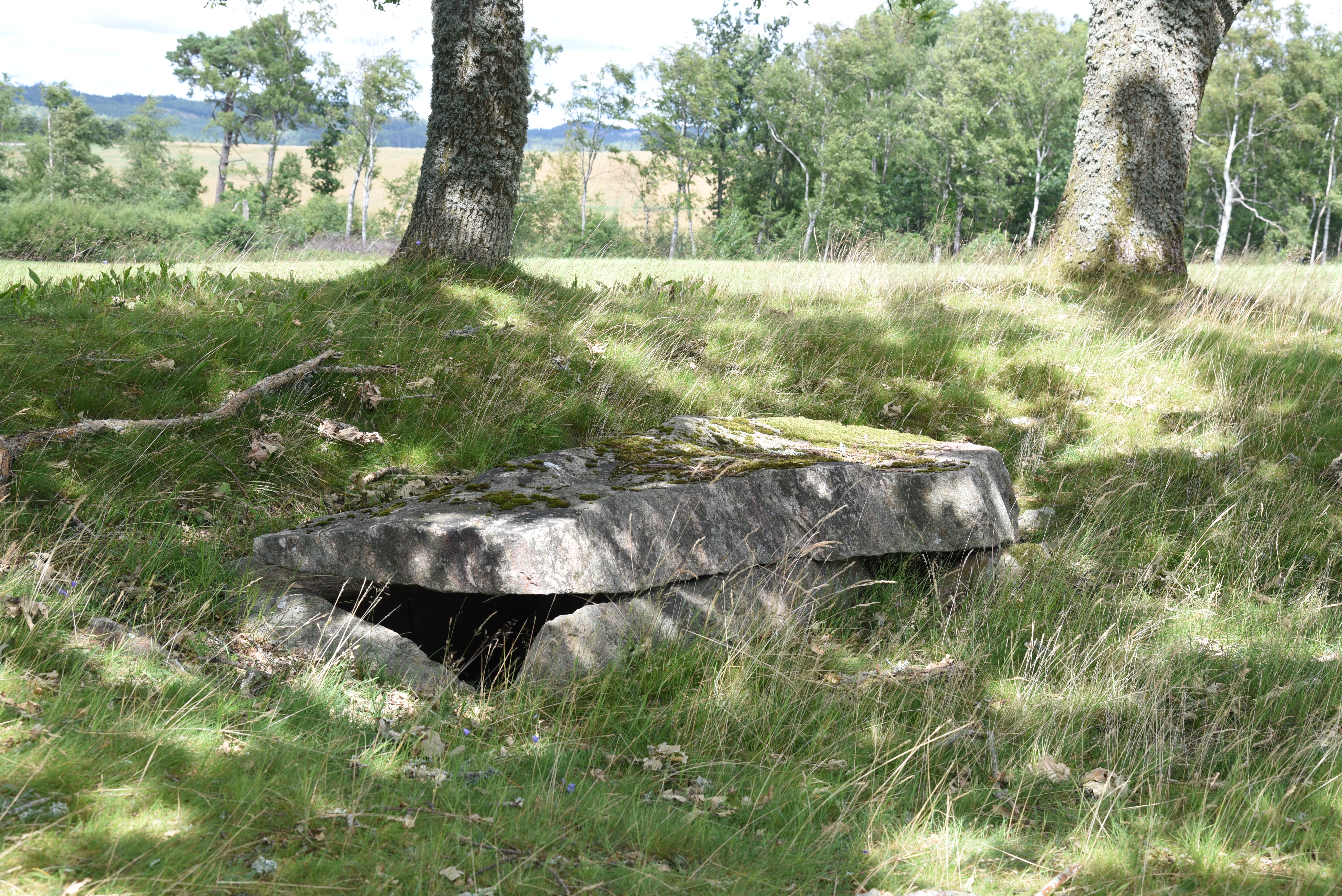
Steinkiste von Bostället

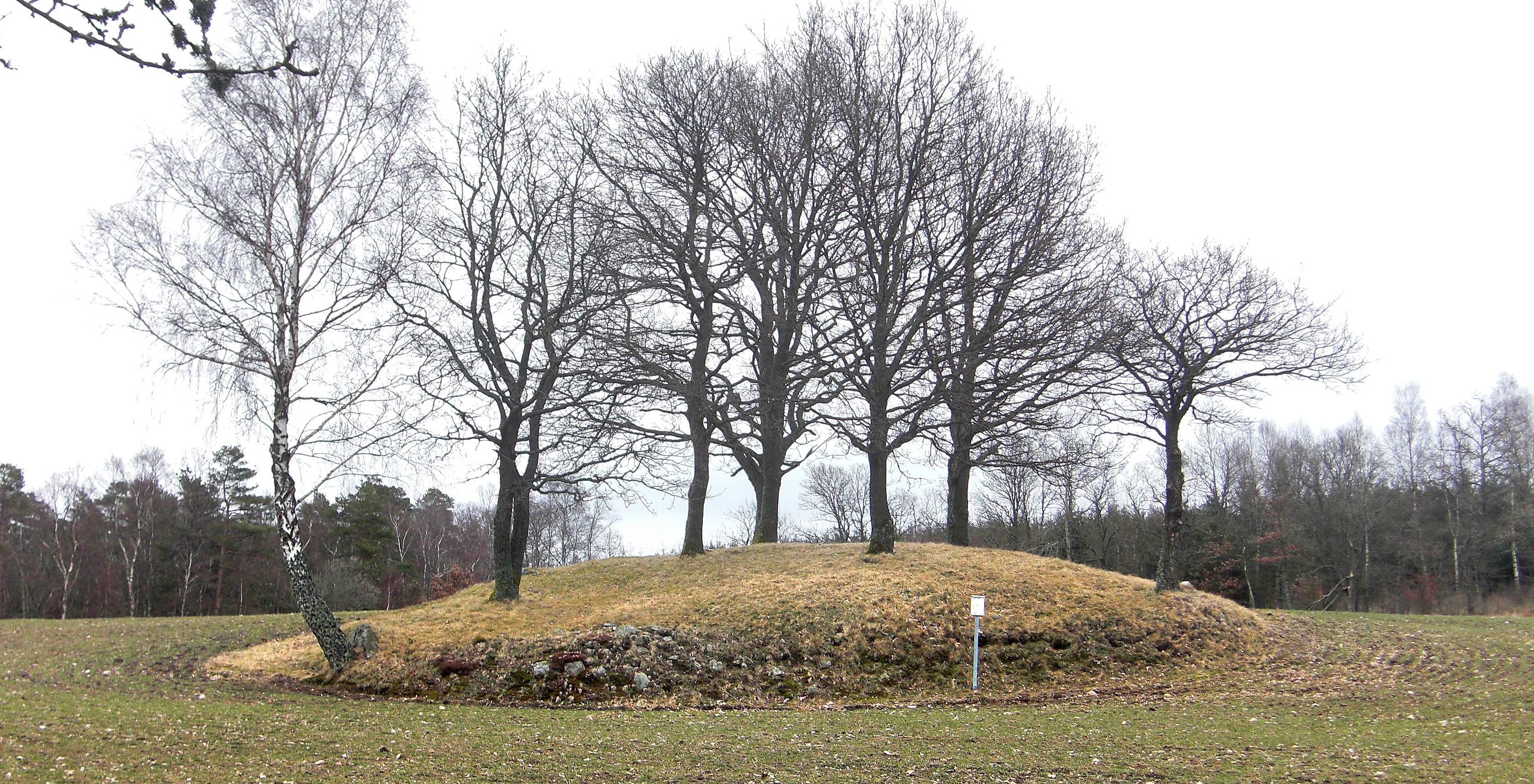
Hügel der Steinkiste von Bostället

Die Steinkiste von Bostället (RAÄ-Nr. Asige 19-1) liegt in einem mit Rollsteinen bedeckten Hügel von etwa 20 m Durchmesser und 1,0  m Höhe, zwischen den Orten Asige und Öinge in der Provinz Halland in Schweden. Die Anlage entstand zum Ende der Steinzeit. 
Die Nordwest-Südost orientierte Steinkiste (schwedisch Hällkiste) liegt im südöstlichen Teil eines baumbestandenen Hügels und misst etwa 2,8 × 1,0 m. An der einen Langseite liegen zwei Platten von 0,8–1,7 m Länge, 0,6–0,7 m Höhe und 0,1–0,2 m Dicke. Die andere Langseite besteht aus drei Platten von 0,55 bis 1,3 m Länge, 0,5 bis 0,6 m Höhe und 0,1 bis 0,5 m Dicke. Die kurzen Endseiten bestehen aus 0,2 m dicken Platten. Der Deckstein ist 2,6 m lang, 1,2 m breit und 0,25 m dick. Unmittelbar südwestlich der Steinkiste liegt ein Stein von 0,6 × 0,4 m.